# 陈伯村
陈伯村（1909年4月—1992年6月7日），四川省岳池县人。原名石柱国，曾用名胡阿荣。中华人民共和国政治人物。

## 生平

### 民国时期
1929年，加入中国共产主义青年团，1932年，转为中国共产党党员。1930年至1931年，任共青团江苏省委发行员、组织部秘书，上海沪西丰田纱厂团支部书记。1932年至1933年，任共青团上海法南区委宣传部部长，共青团上海浦东、江湾、闸北区委书记，共青团江苏省委巡视员。1933年被捕入狱，改名陈伯村。1937年9月经党组织营救出狱到央党校学习。1938年至1945年，任陕北公学党总支组织委员兼政治部组织科科长，关中陕北公学分校党总支组织委员、政治部组织科副科长，中共中央党务委员会秘书，中央组织部干事，中央纪律检查委员会秘书，中共中央西北局组织部干部科副科长。
1945年9月至1946年7月，任中共中央北满分局组织部干部科科长、中共中央东北局组织部干部科科长。1946年7月至1947年2月，任东北局土改工作团团长兼东安地委副书记。1947年3月10日，省委作出《关于成立一分区地委、名单的决定》，决定成立中共合江省一分区地委（亦称勃利地委），地委机关驻勃利，管辖勃利、依兰、桦南、依东、刁翎、双河、林口7个县委。一地委成立后，隶属于省委领导，陈伯村任中共勃利地委（合江省一分区）副书记兼军分区政治委员。同年8年，根据东北局“合江省取消3个地委一级组织”的指示精神，省委决定撤销了一分区地委。地委原属各县委由省委直接领导，1947年8月至1948年7月，他改任任中共合江省委常委、省委民运部部长。1948年7月任中共合江省委组织部部长。1948年10月至1949年5月，任中共合江省委副书记兼组织部部长、妇女部部长。

### 共和国时期
1949年5月起，任中共中央东北局组织部副部长、东北局纪律检查委员会副书记。1951年2月－1952年6月，担任东北人民政府人事部部长。1952年6月至1954年6月，任中共旅大市委第二书记、市委工业部部长兼市政府财经党组书记（1954年3月至6月），中苏造船公司理事会主席。1955年起，担任哈尔滨水泥厂副厂长。1958年起，任哈尔滨滨热电厂厂长。1979年起，任电力工业部副部长、党组成员。是政协第六届全国委员会常委。1992年6月7日逝世。